# Joan Guinjoan Gispert
Joan Guinjoan Gispert (Riudoms, el Baix Camp, 28 de novembre de 1931 - Barcelona, primer de gener de 2019) va ser un compositor català de música contemporània.

## Biografia
Va estudiar al Conservatori Superior de Música del Liceu de Barcelona, al qual ingressà el 1947 i acabà la carrera de piano el 1953. Posteriorment, el 1955 feu estudis de perfeccionament de piano a l'École Normale de Musique de París. També estudià composició, orquestració i electroacústica. El 1954 conegué la que seria la seva esposa, Monique Gispert, amb qui es va casar el 1956 i tingué un fill, François.
El 1960 s'estableix a Barcelona i amplia els seus estudis de composició i fuga amb el mestre Cristòfor Taltabull. Decidit a ser compositor, tornà a París per estudiar composició amb Pierre Wissmer. El 1963 li donen el títol de Composició de la Schola Cantorum de París i el 1964 el diploma d'Orquestració, amb premi extraordinari, també de la Schola Cantorum de París. Després d'això, torna a Barcelona. A partir de 1967 també escriví sobre crítica musical al Diari de Barcelona.
Des del 1991 fou membre numerari de la Reial Acadèmia Catalana de Belles Arts de Sant Jordi. Així mateix fou nomenat Chevalier des Arts et Lettres i Officier des Arts et Lettres de França, i el 1999 li fou concedida la Creu de Sant Jordi. El 29 d'octubre d'aquell mateix any va ser investit doctor honoris causa per la Universitat Rovira i Virgili.
Al seu poble natal, Riudoms, fou declarat fill il·lustre l'institut d'educació secundària porta el seu nom. El 2013 el CERAP edità la seva biografia amb el nom de Joan Guinjoan, íntim. Les arrels del compositor riudomenc.
Des de l'any 2002, l'ESMUC convoca anualment el Premi Internacional Joan Guinjoan per a Joves Compositors.
El fons personal de Joan Guinjoan es conserva a la Biblioteca de Catalunya.

## Activitat musical
Començà la seva activitat musical el 1953 amb recitals pianístics a Reus i Tarragona, que continuà per tot Espanya després de guanyar el Concurs de Piano de Juventudes Musicales.
A partir dels anys seixanta dedicà a la composició, sobretot després de prendre contacte amb l'avantguarda musical francesa el 1964. El 1960 ja havia estrenat públicament la seva primera obra Suite opus 1 en el decurs d'un recital a Las Palmas de Gran Canaria.
El 1965, amb el clarinetista Juli Panyella forma el grup instrumental Diabolus in Musica. Feren el primer concert el 1966 al Círculo Medina de Barcelona. El 1968 realitzaren la primera gravació discogràfica espanyola de La historia del soldado de Stravinsky, amb Víctor Martín com a violí solista.
El 1969 estrenà al Gran Teatre del Liceu de Barcelona del seu ballet Els cinc continents.
El 1971 estrenà al Palau de la Música Catalana la seva obra Magma.
Va ser professor de composició d'Anna Bofill Levi.
L'any 1986, la gravació de la seva obra Trama (1983) va entrar en les candidatures al Premi Koussevitzky, concedit pel jurat del "Premi Mundial del Disc" de l'International Record Critics Award (IRCA), però no va superar l'última votació, quedant finalista.
Va dirigir prestigioses orquestres a Europa i Amèrica i va rebre diversos premis, com el Premio Nacional de Música concedit pel Ministeri de Cultura l'any 1990 o el Premi Nacional de Música concedit per la Generalitat de Catalunya el 1995.
El 3 de novembre de 2004 va estrenar al Gran Teatre del Liceu de Barcelona, l'òpera Gaudí, amb llibret de Josep Maria Carandell.
El 3 de novembre de 2011 l'Auditori Nacional de Madrid va acollir un concert d'homenatge a la seva figura, amb motiu del seu 80è aniversari.

## Obra[17]
- Suite moderna (1960)
- Sinfonía de la imperial Tarraco (1961)
- Preludio n.º 1 (1961)
- Preludio n.º 2 (1961)
- Momentos 1 (1961)
- Fantasía en do (1961)
- Escenas de niños (1961)
- El pinell de Dal (1962)
- Chez García Ramos (1962)
- Tentación (1963)
- Scherzo y trío (1963)
- Rayo de luna (1963)
- Preludio n.º 3 (1963)
- Peces bermejos (1963)
- Nubes (1963)
- Concierto para piano y orquesta de cámara (1963)
- Jour jusqu'au sang (1964)
- Fantasía para clarinete y piano (1964)
- Canto espiritual indio (1964)
- Trois mouvementes pour piano, clarinette et percussion (1965)
- Tríptico para quinteto de viento (1965)
- Tres pequeñas piezas (1965)
- Miniaturas (1965)
- Puntos cardinales (1966)
- Células n.º 1 (1966)
- Células n.º 2 (1966)
- Monólogo de Orestes (1968)
- Los cinco continentes (1968)
- Dynamiques-Rythmes (1968)
- Cinco estudios para dos pianos y percusión (1968)
- Células n.º 3 (1968)
- Tres piezas para clarinete solo (1969)
- Suite simfònica del ballet Los cinco continentes (1969)
- Pentágono (1969)
- Musica intuitiva (1969)
- Fragmento (1969)
- Dueto para violonchelo y piano (1970)
- Bi-tematic (1970)
- Magma (1971)
- La rosa de los vientos (1971, revisada el 1978)
- Tensión-Relax (1972)
- Retaule (1972)
- Diagramas (1972). Premi de composició Ciutat de Barcelona 1972.
- Tríptico de Semana Santa (1973)
- Las moscas (1973)
- Improvisación I (1973)
- Ab origine (1974)
- Trama (1975, revisada el 1983)
- Música para violonchelo y orquesta (1975, revisada el 1980)
- Acta est fabula (1975)
- Variorum (1976)
- Retorno a Cataluña (1976)
- Por la esperanza (1976)
- Duelo (1976)
- Dígrafo (1976)
- Tzakol (1977)
- Magic (1977)
- Koan 77 (1977)
- El diario (1977)
- Ambiente n.º 1 (1977)
- Phobos (1978)
- La rosa de los vientos. (Segona versió, 1978). Premi de composició Ciutat de Barcelona el 1978.
- G.I.C. 1978 (1978)
- Divagant (1978)
- Cadenza (1978)
- Puzzle (1979)
- Prisma (1979)
- Phrase (1979)
- Jondo (1979)
- G.I.C. 1979 (1979)
- Neuma (1980)
- Microtono per a viola solista (1980)
- Horitzo (1980)
- Croquis (1980)
- Au revoir, Barocco (1980)
- Tensión (1981)
- Trio per archi (1982)
- Foc d'aucell (1982)
- Diferencias (1983)
- Concierto n.° 1 para piano y orquesta (1983). In memoriam Ernest Lluch.
- Vectorial (1985)
- Música para II (1985)
- Contrapunto alla mente (1985)
- Homenaje a Carmen Amaya (1986)
- Concerto n.° 1 para violín y orquesta (1986)
- Nocturno (1987)
- In tribulatione mea invocavi Dominum (1987). Dedicat a Pietat Homs.
- Resonancias (1988)
- Passim-Trío (1988)
- Concierto para fagot y conjunto instrumental (1989)
- Concierto para guitarra y orquesta (1990)
- Trencadís (1991)
- Gaudí (1989-1992). Òpera dedicada a Monique Gispert de Guinjoan, esposa del compositor
- Nexus (1993)
- Flamenco (1994), per a 2 pianos.
- Trencadís (1994). Fragment simfònic del ballet de l'òpera Gaudí
- Self-Paráfrasis (1997). Dedicat a Enrique Franco.
- Pantonal (1998). Homenatge a l'Orquestra de Cadaqués. Dedicat a Isabel Guinjoan Cambra, neta del compositor.
- Bi-temàtic (1998)
- Fanfarria (1999). Dedicat a la Orquesta Simfònica de Barcelona i Nacional de Catalunya.
- Autógrafo (1999).
- Simfonia n. 2 "Ciutat de Tarragona" (1999). Dedicada a Montserrat Icart.
- Díptico para 8 violonchelos (2000). Dedicat a Jacques Bernaerd.
- Verbum "genoma in musica" (2003)
- Concert per a clarinet i orquestra (2003). Dedicat a Joan Enric Lluna
- Simfonia n. 3 "Sincrotró Alba" (2010)